# Szigetvár
Szigetvár (Inselburg o Großsiget in tedesco, Siget in croato, Zigetvar in turco) è una città dell'Ungheria situata nella contea di Baranya, nella regione del Transdanubio Meridionale di 10.900 abitanti (dati 2009).

## Storia
Il 5 agosto 1566 fu teatro di una battaglia tra i turchi ottomani, guidati da Solimano il Magnifico, e gli uomini del bano croato Nikola Šubić Zrinski, alleati dell'imperatore Massimiliano II d'Asburgo del Sacro Romano Impero. 

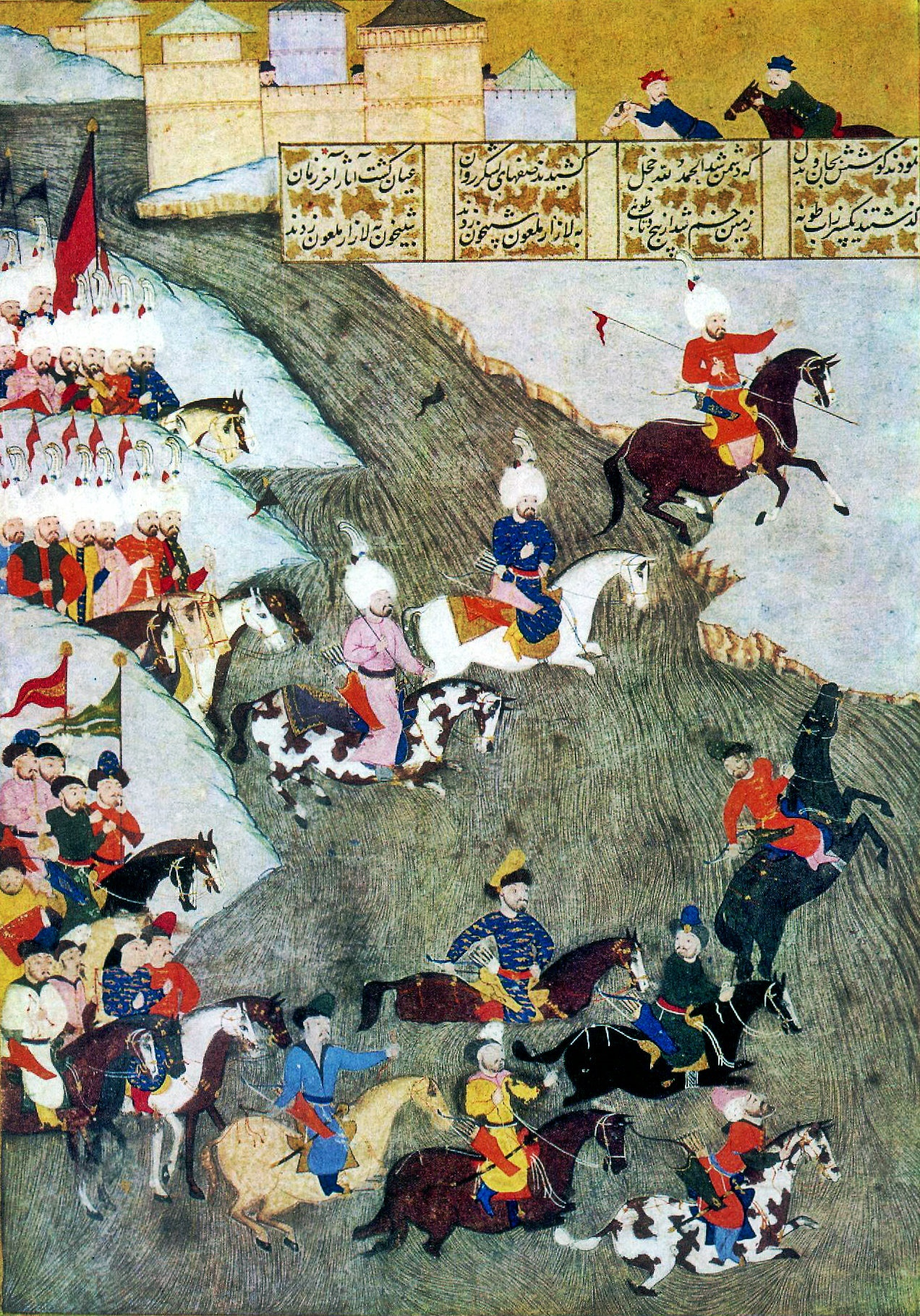
Miniatura storica: battaglia e assedio a Szigetvár nell'anno 1566, avanguardia militare costituita da soldati Tatari

In questa località, il 6 settembre dello stesso anno vi morì il sultano Solimano, presumibilmente per un ictus. Il giorno successivo la città cadde, dopo circa un mese d'assedio.

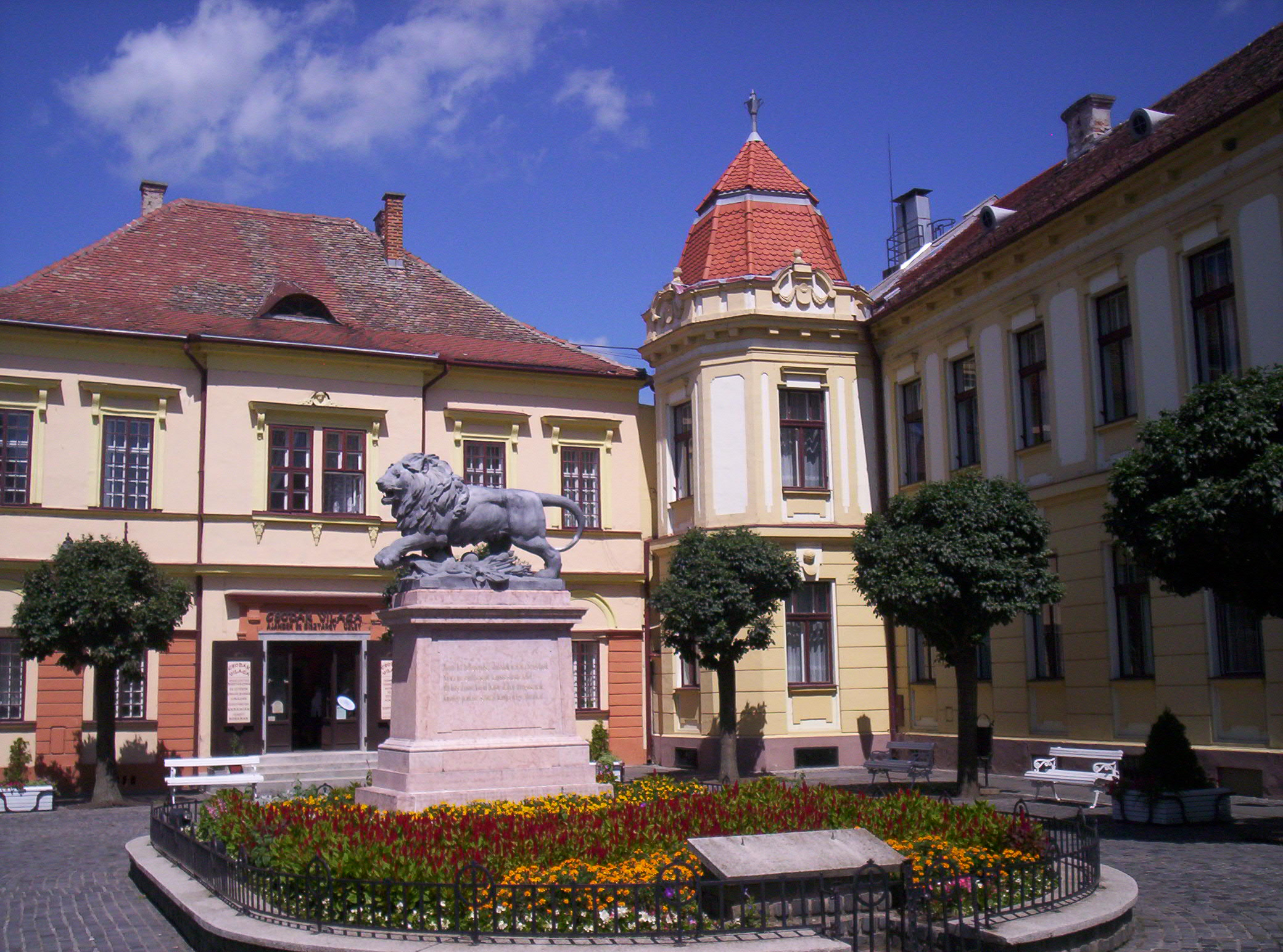
Il monumento al leone a Szigetvár. È stato eretto nel 1878 in onore di Miklós Zrínyi e degli eroi di Szigetvár

## Società

### Evoluzione demografica
Secondo i dati del censimento 2001 il 93,3% degli abitanti è di etnia ungherese, il 2,0% di etnia rom.

## Amministrazione

### Gemellaggi
Szigetvár è gemellata con:
- Imatra
- Eppingen
- Slatina
- Trebisonda
- Deva[4]